# スーパーはくと
スーパーはくとは、智頭急行および西日本旅客鉄道（JR西日本）が京都駅・大阪駅 - 鳥取駅・倉吉駅間を東海道本線・山陽本線・智頭急行線智頭線・因美線・山陰本線経由で運行する特別急行列車である。
なお本項では、京阪神と鳥取県を結んでいた優等列車の沿革についても記述する。

## 概要
1994年（平成6年）12月3日の智頭急行智頭線の開業とともに運行を開始した。当初は使用車両の差異によりHOT7000系を使用する列車は「スーパーはくと」、キハ181系を使用する列車は「はくと」をそれぞれ名乗っていたが、HOT7000系の増備によってキハ181系の定期運用が終了した1997年（平成9年）11月29日以降、全ての列車名が「スーパーはくと」に統一された。
最高速度は130 km/hで、「はまかぜ」「うずしお」「南風」「しまんと」と並んで日本最速の気動車特急列車である。

### 列車名の由来
「はくと」の列車名は、日本神話の「因幡の白兎」（いなばのしろうさぎ）に由来し、「白兎」の音読みとなっている。なお、智頭急行線経由の特急の運転開始にあたっては列車名の公募が行われ、1994年（平成6年）8月2日に発表された。
「はくと」としての列車名は、1956年（昭和31年）から京都駅 - 松江駅間を山陰本線経由で運転していた準急「白兎」が最初で、この列車は1961年10月に急行列車となったものの、1986年（昭和61年）11月に特急格上げで「あさしお」に統合された。

## 運行概況
2024年（令和6年）3月16日現在、京都駅 - 鳥取駅間で上り1本、京都駅 - 倉吉駅間で下り2本・上り1本、大阪駅 - 鳥取駅間で下り3本・上り1本、大阪駅 - 倉吉駅間で下り2本・上り4本の計14本が運転されている。また、毎日運転の臨時列車が大阪駅 - 倉吉駅間で1往復運転されている。かつては京都発鳥取行の9号と倉吉発京都行の6号も運転していたが新型コロナウイルスの流行による影響で2021年（令和3年）の春から運休となり2024年（令和6年）3月15日まで土休日や繁忙期を中心に運転される臨時列車に降格していた。
運転開始当初は新大阪駅 - 鳥取駅・倉吉駅間で運転されていたが、1995年（平成7年）4月29日から5月7日まで、一部の列車が臨時列車として京都駅に乗り入れを開始し、同年7月からは全列車が毎日運転の臨時列車として京都駅まで乗り入れた。1996年（平成8年）3月16日から正式に京都駅発着に統一された。
2008年（平成20年）3月15日から1号を除き、姫路駅で「のぞみ」と接続するダイヤになっており、この乗り継ぎが東京都区内・名古屋市内と鳥取市内の最速陸上移動ルートとなっている。このダイヤ改正以前は、「スーパーはくと」と東海道・山陽新幹線との接続については、新大阪駅（一部の列車は京都駅）での乗り換えが考慮されていた。しかし、「スーパーはくと」4 - 14号の上り列車の発車時刻を30分程度繰り上げて、姫路駅に停車する「のぞみ」と接続するようになったことにより、東京駅への所要時間が約25分短縮された。
2024年（令和6年）3月16日から5往復を京都駅発着から大阪駅発着に変更し（2往復は京都発着のまま）、大阪駅 - 鳥取駅間で1往復増発して臨時列車を含め8往復体制とした。新幹線との接続については、姫路駅での「のぞみ」との接続を改善することで対応した。
京都・大阪発が下り列車で、列車番号は 51D - 66D と運転線区で変更がなく、下りは号数+50の奇数、上りは号数+50の偶数である。車内チャイムは「きなんせ節」「だいこくさま」「ふるさと」が使用されている。かつては「月の沙漠」も使用されていた。
京都駅 - 鳥取駅間ではかつては山陰本線経由で「あさしお」が運転されており、走行距離は山陰本線経由「あさしお」の230.3 kmに対し、智頭急行線経由「スーパーはくと」は253.5 kmであり約20 km長くなっているものの、線形の良い東海道本線・山陽本線・智頭急行線を経由する「スーパーはくと」の方が最高速度が速く、所要時間は「あさしお」の4時間弱に対して約1時間短縮されている。

### 停車駅
京都駅 - 新大阪駅 - 大阪駅 - 三ノ宮駅 -（神戸駅）- 明石駅 -（西明石駅）-（加古川駅）- 姫路駅 - 上郡駅 - 佐用駅 - 大原駅 - 智頭駅 - 郡家駅 - 鳥取駅 - 倉吉駅
- （ ）：一部の列車が停車
  - 神戸駅・西明石駅・加古川駅には下り13・15号が停車する[10]。
  - 12月から3月にかけて一部の列車が相生駅に臨時停車する[11][12]。また、用瀬駅には毎年旧暦の3月3日に行われる「流し雛行事」にあわせて一部の列車が臨時停車する[12]。
  - 大阪駅 - 鳥取駅間を利用する場合は「はまかぜ」よりも運賃が安くなる。
- 停車駅の詳細は以下の表を参照。

凡例
- ●：停車
- ─・←：通過（矢印は運転方向）

| 会社名          | 会社名                   | JR西日本   | JR西日本   | JR西日本   | JR西日本   | JR西日本   | JR西日本 | JR西日本 | JR西日本 | JR西日本 | JR西日本 | JR西日本 | 智頭急行 | 智頭急行 | 智頭急行 | 智頭急行 | JR西日本 | JR西日本 | JR西日本 | JR西日本  | JR西日本  |
| 路線名          | 路線名                   | 東海道本線 | 東海道本線 | 東海道本線 | 東海道本線 | 東海道本線 | 山陽本線 | 山陽本線 | 山陽本線 | 山陽本線 | 山陽本線 | 山陽本線 | 智頭線   | 智頭線   | 智頭線   | 智頭線   | 因美線   | 因美線   | 因美線   | 山陰 本線 | 山陰 本線 |
| 運行本数        | 号数 （太字は臨時列車）  | 京都駅     | 新大阪駅   | 大阪駅     | 三ノ宮駅   | 神戸駅     | 神戸駅   | 明石駅   | 西明石駅 | 加古川駅 | 姫路駅   | 上郡駅   | 上郡駅   | 佐用駅   | 大原駅   | 智頭駅   | 智頭駅   | 郡家駅   | 鳥取駅   | 鳥取駅    | 倉吉駅    |
| --------------- | ------------------------ | ---------- | ---------- | ---------- | ---------- | ---------- | -------- | -------- | -------- | -------- | -------- | -------- | -------- | -------- | -------- | -------- | -------- | -------- | -------- | --------- | --------- |
| 下り2本 上り1本 | 1・3号 14号              | ●          | ●          | ●          | ●          | ─          | ─        | ●        | ─        | ─        | ●        | ●        | ●        | ●        | ●        | ●        | ●        | ●        | ●        | ●         | ●         |
| 下り2本 上り5本 | 5・7号 2・4・8・10・12号 |            |            | ●          | ●          | ─          | ─        | ●        | ─        | ─        | ●        | ●        | ●        | ●        | ●        | ●        | ●        | ●        | ●        | ●         | ●         |
| 下り2本 上り1本 | 9・11号 6号              |            |            | ●          | ●          | ─          | ─        | ●        | ─        | ─        | ●        | ●        | ●        | ●        | ●        | ●        | ●        | ●        | ●        | ●         |           |
| 下り1本         | 13号                     |            |            | ●          | ●          | ●          | ●        | ●        | ●        | ●        | ●        | ●        | ●        | ●        | ●        | ●        | ●        | ●        | ●        | ●         | ●         |
| 下り1本         | 15号                     |            |            | ●          | ●          | ●          | ●        | ●        | ●        | ●        | ●        | ●        | ●        | ●        | ●        | ●        | ●        | ●        | ●        | ●         |           |
| 上り1本         | 16号                     | ●          | ●          | ●          | ●          | ←          | ←        | ●        | ←        | ←        | ●        | ●        | ●        | ●        | ●        | ●        | ●        | ●        | ●        | ●         |           |
| 停車本数        | 下り                     | 2          | 2          | 8          | 8          | 2          | 2        | 8        | 2        | 2        | 8        | 8        | 8        | 8        | 8        | 8        | 8        | 8        | 8        | 8         | 5         |
| 停車本数        | 上り                     | 2          | 2          | 8          | 8          | 0          | 0        | 8        | 0        | 0        | 8        | 8        | 8        | 8        | 8        | 8        | 8        | 8        | 8        | 8         | 6         |

### 使用車両・編成
2024年（令和6年）3月ダイヤ改正時点では、全列車が智頭急行所有のHOT7000系気動車を使用している。通常は5両編成で運転されているが、繁忙期は2号車と3号車の間に、指定席車両の増2号車を増結した6両編成で運転されている。また、車両運用の都合上、増結有無関係なく中間に貫通型先頭車が組み込まれる事例もある。
軌道に対して最大5度傾斜する振り子装置は、非電化区間を走行する上郡駅 - 倉吉駅間で動作となり、山崎駅周辺など、JR京都線・JR神戸線内では、曲線通過時の車体が傾斜する光景を見ることができない。
2008年（平成20年）6月のHOT7000系初回リニューアルに際し、全車禁煙となった。1号車の携帯電話コーナーは撤去され、飲料の自動販売機が1編成につき1機設置された。かつては車内販売があったが、現在は廃止されている。展望車以外の各車両の案内表示の付近にはテレビモニターが設置されており、貫通型でない先頭車に設置されたカメラにて撮影された走行中の映像が映るようになっている。

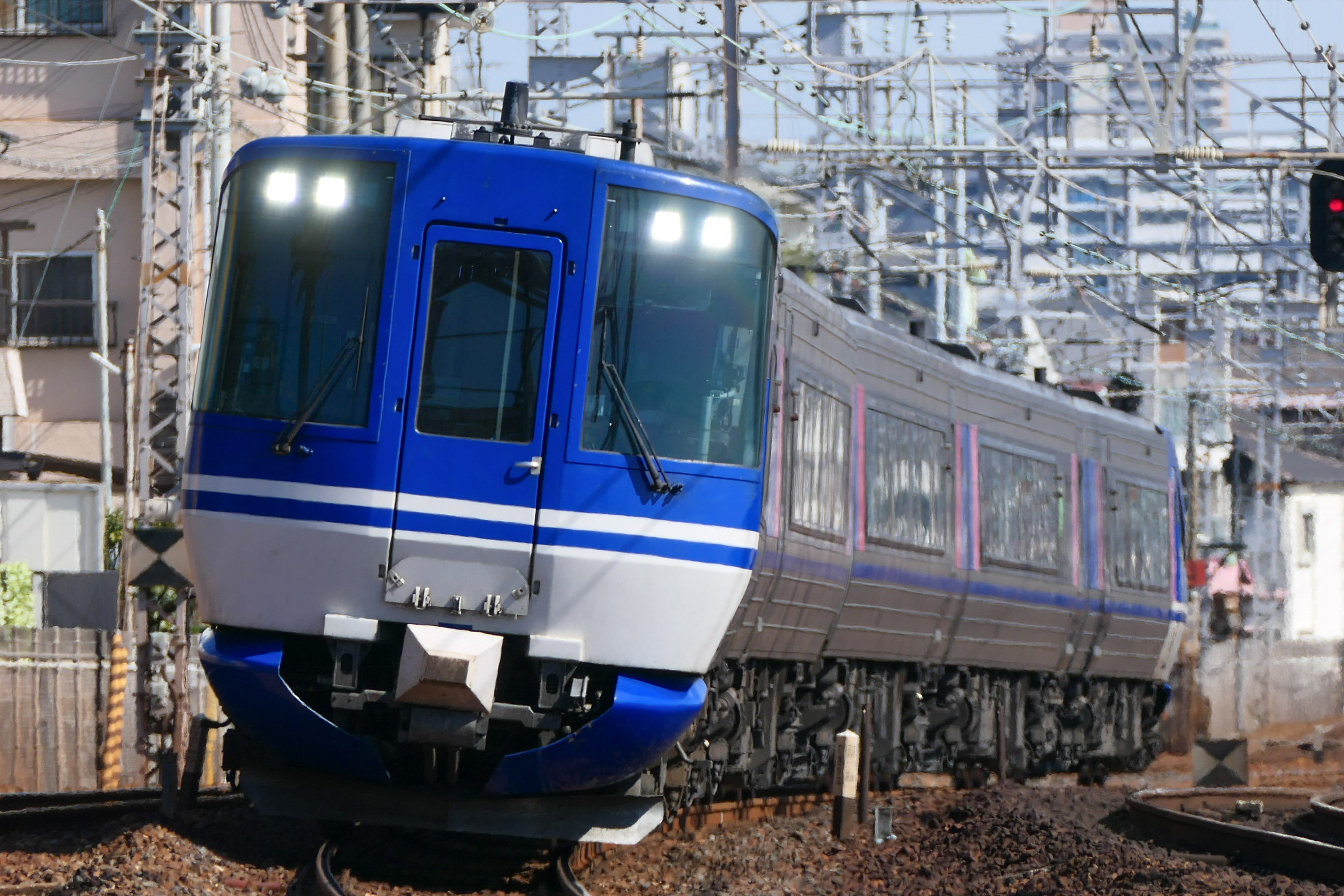
貫通型先頭車の編成
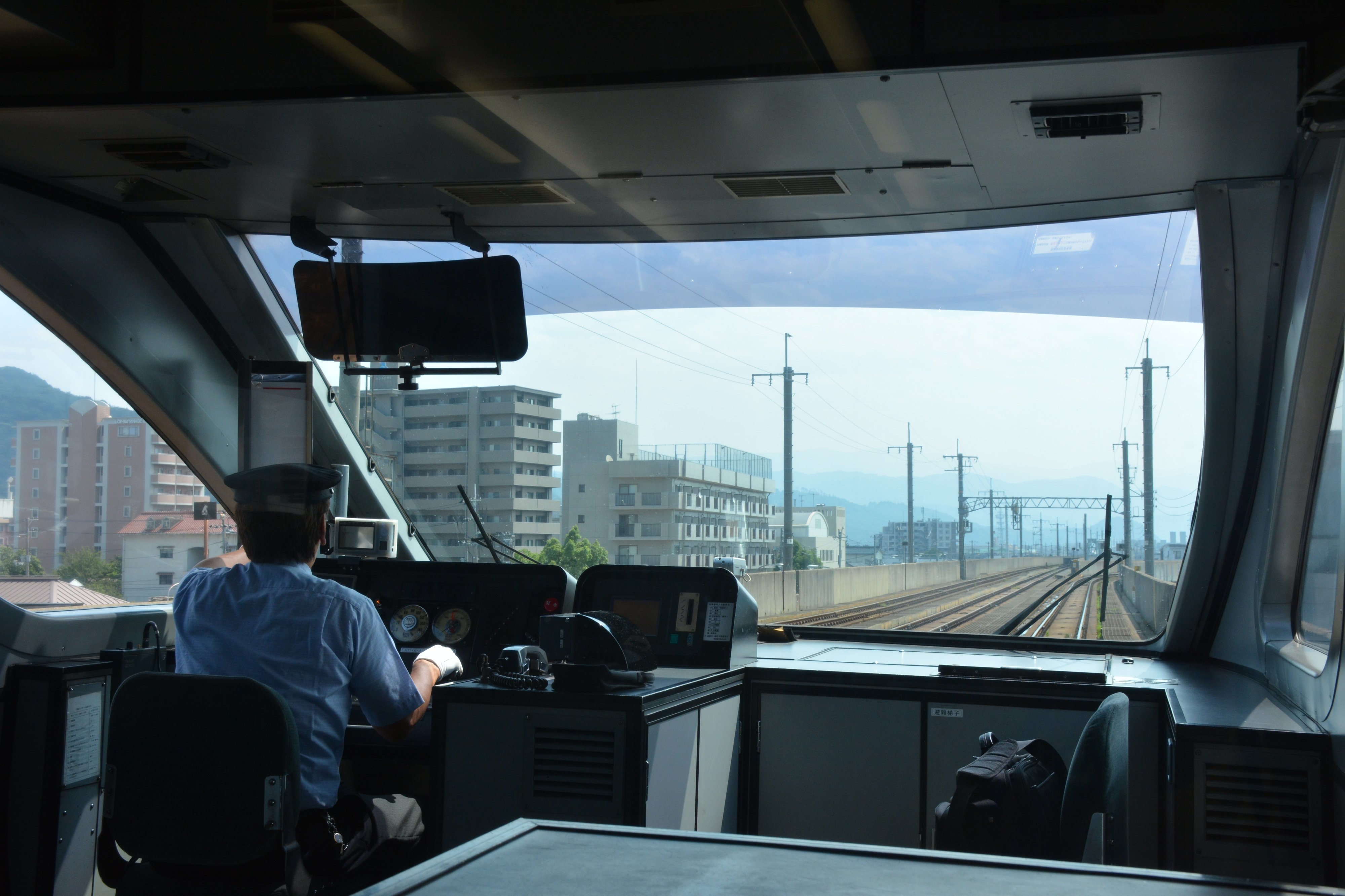
展望席からの眺望
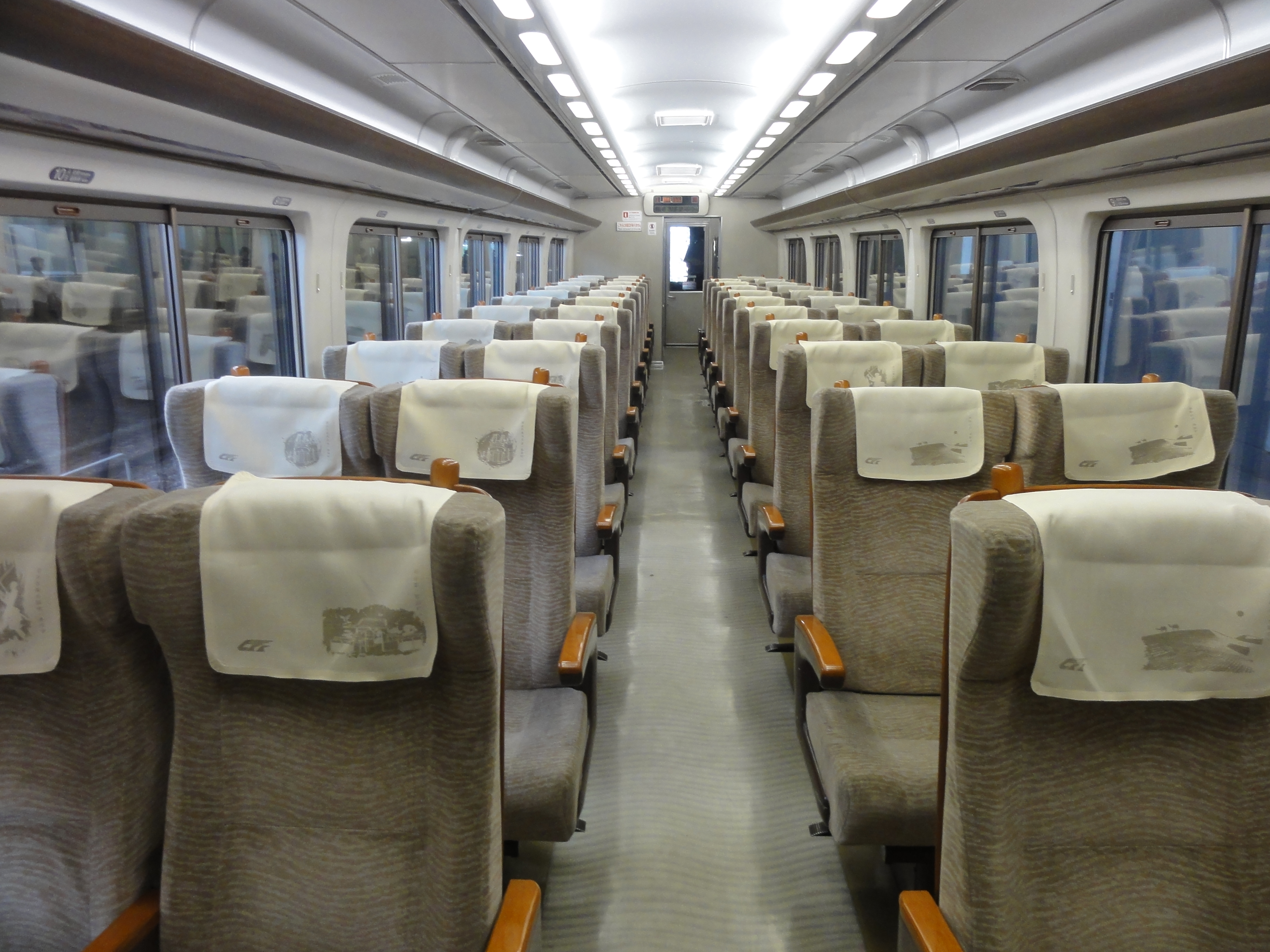
普通車指定席
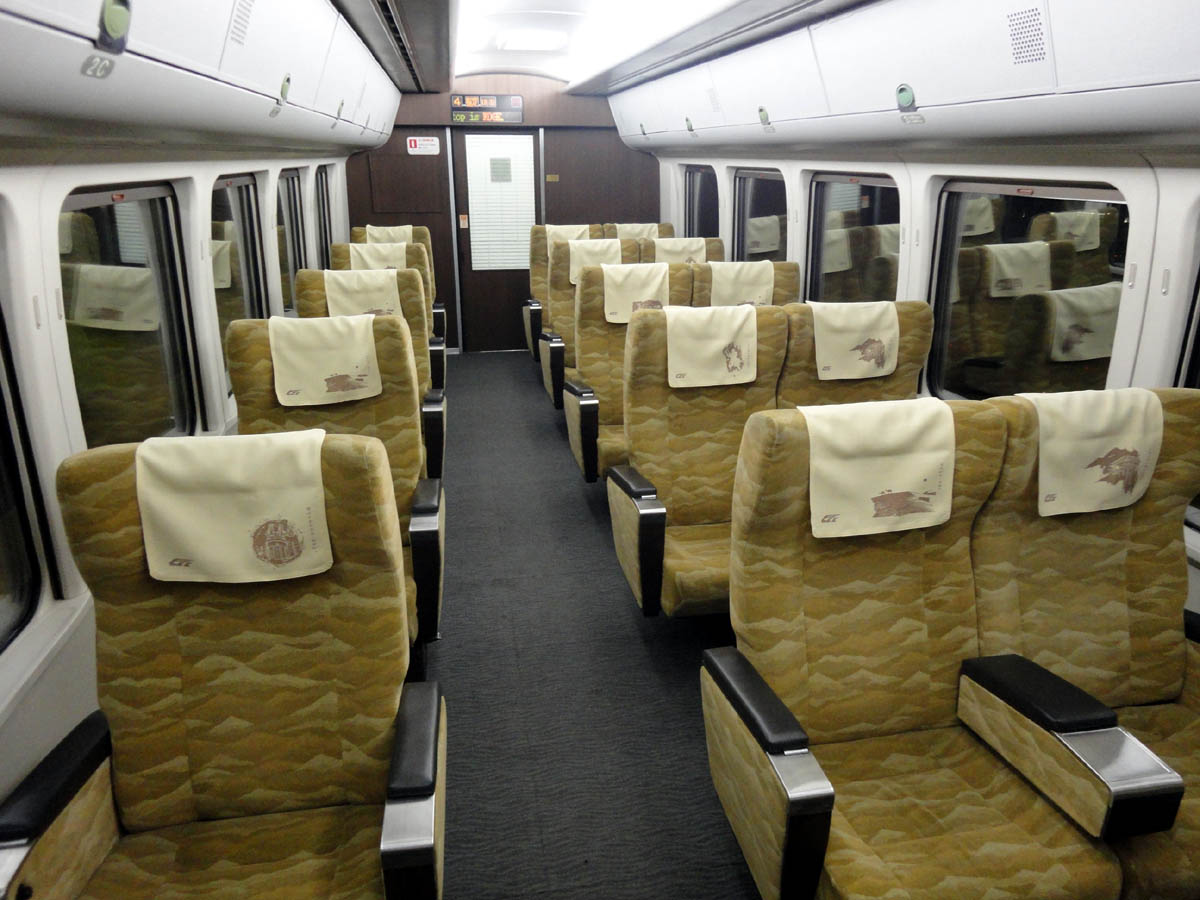
グリーン席

## 臨時列車

### ビクトリーはくと
臨時列車として「ビクトリーはくと」が鳥取大学の2次試験実施日に、試験に勝つようにという意味を込めて列車名に「ビクトリー」を冠して主に受験生用に運行されている。京都駅 - 鳥取大学前駅間で運転されていた期間が長かったが、その後の定期列車の増発により臨時列車の運行が困難となったことから、国公立大2次試験の日に鳥取発京都行きとして全席指定席で運転されていた。しかし、2011年（平成23年）以降は、再び鳥取大学前駅発大阪駅行きとして全席指定席で運転されていた。2024年（令和6年）まで運行されたが、同年3月のダイヤ改正で大阪駅 - 鳥取駅間の定期列車が増発されたため、翌2025年（令和7年）は鳥取駅 - 宝木駅間の普通列車の増発に留まることになった。

### 神戸ルミナリエ号
1999年（平成11年）・2000年（平成12年）に、神戸ルミナリエ開催期間中の土休日に、倉吉駅 - 三ノ宮駅（2000年は大阪駅）間で「神戸ルミナリエ号」が運転された。神戸ルミナリエの最寄り駅である元町駅にも停車し、山陰方面から神戸地区を直通していた。

### かにカニ鳥取・かにカニスーパーはくと

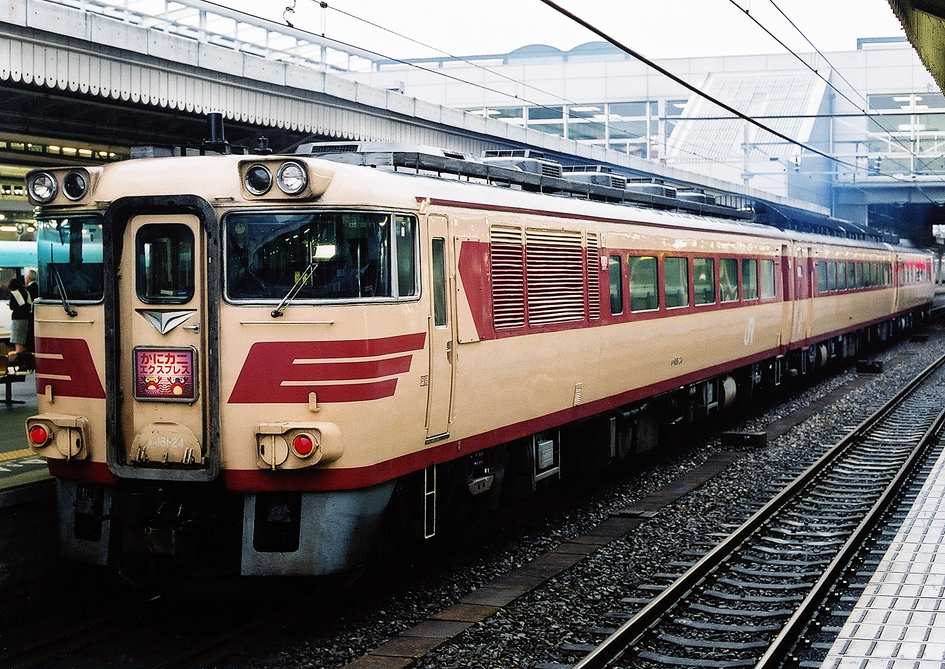
かにカニ鳥取（2000年 京都駅）

カニのシーズンを迎える11月から3月にかけて、JR西日本が発売する駅長おすすめ駅プランの「かにカニ日帰りエクスプレス」期間中は、特急列車の利用が多く見込まれるため、2000年（平成12年）から期間中の土曜日・休日を中心に定期列車の補完として「かにカニエクスプレス」が運転されていた。
2000年（平成12年）度にはキハ181系で京都駅 - 鳥取駅間で「かにカニ鳥取」の運転が行われ、翌2001年（平成13年）度は大阪駅 - 倉吉駅間に運行区間を変更した。2002年（平成14年）度はHOT7000系を使用して「かにカニスーパーはくと」に改められたが、その年度に運転を終了した。

## 利用状況
当列車の運転開始以前は播但線経由で、大阪駅 - 鳥取駅間の最速の特急列車でも4時間かかり、大阪 - 鳥取間の列車利用は時間帯によっては山陽新幹線岡山駅乗り換えで急行「砂丘」の利用が速かったが、「スーパーはくと」が大阪駅 - 鳥取駅間を2時間30分台で結んだことから、高速バスに流れていた利用客が鉄道利用に戻るなどした。
1995年に大阪と鳥取を結ぶ航空便が廃止されてからは、「スーパーはくと」が京阪神と鳥取を結ぶ最短・最速ルートとなっている。2004年（平成16年）度には「スーパーはくと」と「スーパーいなば」の合計利用者数は100万人に達しており、2013年（平成25年）度の1日の乗車人員（姫路駅 → 上郡駅間）は、平均820人である。

## 京阪神対鳥取県優等列車概略

### みささ

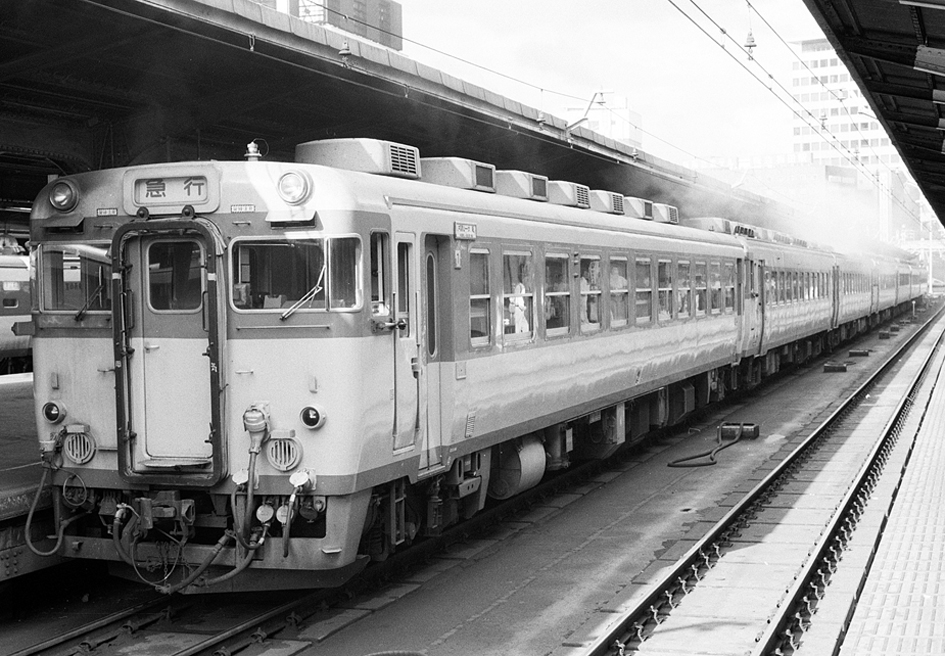
前3両「みまさか」、後4両「みささ」（1982年 大阪駅）

大阪駅と三朝温泉の最寄り駅である上井（現：倉吉）駅を結ぶ準急列車として1960年（昭和35年）に運転を開始した。この区間は、福知山線・山陰本線経由がメインルートであったが、大阪駅 - 津山駅間で「みまさか」と併結していたため、姫新線・因美線経由で運転された。なお、姫新線・因美線では初めての優等列車であった。
1966年（昭和41年）に急行列車化されたが、1968年に「伯耆」に統合されて一度名称廃止。1975年（昭和50年）に1往復の鳥取駅以西が廃止になったため、再び「みささ」の愛称が復活し、「伯耆」の列車名は伯備線内急行に変更された。
福知山線電化後の1986年（昭和61年）11月以降は、大阪駅 - 鳥取駅を直通する唯一の急行となったが、1989年（平成元年）に「みまさか」と共に廃止され、姫路駅 - 津山駅間はほぼ同じダイヤの快速に格下げ（それも後に各駅停車化）、津山駅以北は「砂丘」増発分にダイヤが立て替えられた。

#### 停車駅
大阪駅 - 三ノ宮駅 - 神戸駅 - 明石駅 - 姫路駅 - 佐用駅 - 津山駅 - 智頭駅 - 郡家駅 - 鳥取駅 - 倉吉駅

### かいけ
大阪駅 - 米子駅間で準急列車として1965年（昭和40年）に運転を開始し、翌年に急行列車化された。1960年（昭和35年）に運転を開始した「みささ」と運転経路が同じであったため、1968年（昭和43年）に「伯耆」に統合されて廃止された。

### 伯耆
1968年（昭和43年）に「みささ」と「かいけ」が統合された運転を開始した急行列車で、2往復運転されていた。このうち、大阪駅 → 上井駅間の列車には岡山駅 → 月田駅間の「ひるぜん」の編成の一部が津山駅 → 上井駅間で「伯耆」と併結運転していたが、1972年（昭和47年）に単独運転に変更。
しかし、1975年（昭和50年）に伯備線内急行の総称名として用いられることとなり、再び「みささ」と変更された。

### みまさか
1960年（昭和35年）に「みささ」とともに運転を開始した準急列車で、大阪駅 → 中国勝山駅間と大阪駅 → 月田駅間で運転され、大阪駅 - 津山駅間で「みささ」と、これに加えて下り列車は津山駅 - 中国勝山駅間は「ひるぜん」と併結運転が行われていた。
休日や行楽シーズンには観光客の利用が多く、大阪駅 - 中国勝山駅間では常に高い乗車率を維持していた。利用が好調であったため、1962年（昭和37年）に大阪駅 - 姫路駅間で「但馬」と併結する列車が1往復増発され、一部は新見駅まで運転された。1966年（昭和41年）に急行列車化された。その後、「やまのゆ」の統合により最大3往復にまで増発され、グリーン車も連結された時期もあった。しかし、1975年（昭和50年）に中国自動車道の部分開通を境に中国ハイウェイバスやマイカー利用に転移が進んで利用客の減少が続き、1985年（昭和60年）には1往復にまで減少して、1989年（平成元年）に廃止された。

#### 停車駅
大阪駅 - 三ノ宮駅 - 神戸駅 - 明石駅 - 加古川駅 - 姫路駅 - 本竜野駅 - 播磨新宮駅 - 佐用駅 -（美作江見駅）- 林野駅 -（勝間田駅）-（東津山駅）- 津山駅 - 美作落合駅 - 久世駅 - 中国勝山駅 -（月田駅）- 刑部駅 - 新見駅

### やまのゆ
姫新線で初めての急行列車として1964年（昭和39年）に京都駅 - 中国勝山駅間で運転を開始した。運転開始当初から週末運転の臨時列車として、京都駅 - 姫路駅間は「だいせん」と併結運転が行われた。
1967年（昭和42年）に毎日運転の臨時列車に変更。しかし、1966年（昭和41年）に同じく京阪神から中国勝山駅まで運転されている「みまさか」が急行列車化されたため、1968年（昭和43年）に「みまさか」に統合されて廃止された。

## 京阪神対鳥取県優等列車沿革

### 姫新線経由の優等列車
- 1960年（昭和35年）10月1日：大阪駅 - 上井駅間（姫新線・因美線経由）で準急「みささ」が、大阪駅 - 中国勝山駅・月田駅間で準急「みまさか」が運転開始。大阪駅 - 津山駅間は両列車の併結運転。
- 1962年（昭和37年）3月1日：大阪駅 - 新見駅間で「みまさか」が1往復増発。また、既存の「みまさか」も月田駅発着になる。
- 1964年（昭和39年）3月20日：京都駅 - 中国勝山駅間で臨時急行列車「やまのゆ」が運転開始。
- 1965年（昭和40年）10月1日：大阪駅 - 米子駅間（姫新線・因美線経由）で準急「かいけ」が1往復運転開始。
- 1966年（昭和41年）3月5日：準急列車の制度改変に伴い「みささ」・「みまさか」・「かいけ」が急行列車になる。
- 1967年（昭和42年）10月1日：「やまのゆ」が定期列車化。
- 1968年（昭和43年）10月1日：ヨンサントオのダイヤ改正に伴い、以下のように変更。
  1. 「みささ」「かいけ」が統合され、大阪駅 - 上井駅・米子駅間で「伯耆」（ほうき）が運転開始。
    - なお、岡山駅 → 月田駅間の「ひるぜん」の編成の一部が、津山駅 → 上井駅間で「伯耆」と併結運転。

  2. 「やまのゆ」が廃止されて「みまさか」に統合され、「みまさか」は3往復になる。
- 1972年（昭和47年）10月1日：「伯耆」の単独運行区間が鳥取駅までに変更。また、岡山発上井行きの「伯耆」が「砂丘」に変更。
- 1975年（昭和50年）3月10日：1往復が鳥取始終着に区間短縮されたため、大阪駅 - 鳥取駅・倉吉駅間（姫新線・因美線経由）の急行「みささ」2往復になる。大阪駅 - 鳥取駅間1往復、大阪駅 - 倉吉駅間1往復（倉吉駅 → 鳥取駅間は普通列車）。「伯耆」の名称は伯備線経由の急行列車に使用。
- 1980年（昭和55年）10月1日：一部の「みまさか」が津山駅以西は普通列車になる。
- 1982年（昭和57年）
  - 11月15：「みまさか」の急行区間が大阪駅 - 津山駅間に統一される。
  - 11月15日：ダイヤ改正により、「みささ」は大阪駅 - 鳥取駅間1往復、大阪発米子行き1本（倉吉駅 → 米子駅間は快速列車）、倉吉発大阪行き1本（倉吉駅 → 鳥取駅間は普通列車）になる。
- 1985年（昭和60年）3月14日：「みささ」・「みまさか」が1往復に削減。「みまさか」は大阪駅 - 中国勝山駅間の運転になる（津山駅 - 中国勝山駅間は普通列車）。
- 1986年（昭和61年）11月1日：福知山線経由の急行「だいせん」の昼行列車の廃止と、播但線経由の急行「但馬」の浜坂駅以西が廃止されることにより、大阪駅と鳥取駅を直通する唯一の昼行急行列車になる。
- 1989年（平成元年）3月11日：「みささ」・「みまさか」が廃止。「みささ」廃止の代替として「砂丘」が増発されたため、大阪駅から智頭・郡家経由で鳥取駅へ直通する優等列車の運行が一時中断する。

### 智頭急行開業と「スーパーはくと」・「はくと」

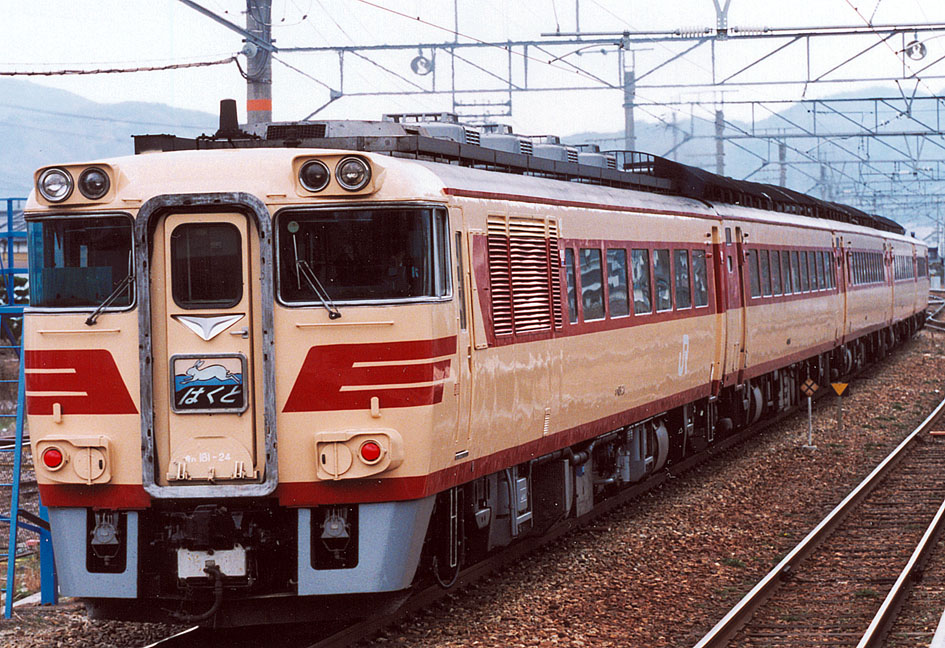
キハ181系「はくと」

- 1994年（平成6年）12月3日：智頭急行智頭線が開通し、特急「スーパーはくと」「はくと」が運転開始。
  - 「スーパーはくと」は新大阪駅 - 鳥取駅間に2往復と新大阪駅 - 倉吉駅間に1往復、「はくと」は新大阪駅 - 倉吉駅間（毎日運転の臨時列車）に1往復。
- 1995年（平成7年）
  - 1月17日 - 3月31日：阪神・淡路大震災により、「スーパーはくと」は新大阪駅 - 姫路駅間で、「はくと」は全区間で運休。
  - 4月29日 - 5月7日：臨時列車として新大阪駅 - 京都駅間で延長運転が実施[25]。
    - 「スーパーはくと」は京都駅 - 鳥取駅間下り1本、京都駅 - 倉吉駅間1往復、新大阪駅 - 鳥取駅間下り1本・上り2本、「はくと」は臨時列車として新大阪駅 - 倉吉駅間1往復。

  - 7月1日：毎日運転の臨時列車として新大阪駅 - 京都駅間で延長運転が実施[4]。
    - 「スーパーはくと」が京都駅 - 鳥取駅間2往復と京都駅 - 倉吉駅間1往復、「はくと」が新大阪駅 - 倉吉駅間1往復。
- 1996年（平成8年）3月16日：全列車が京都駅発着になる。
  - 「スーパーはくと」は京都駅 - 鳥取駅間2往復と京都駅 - 倉吉駅間1往復で、「はくと」は京都駅 - 鳥取駅間下り2本・上り1本と京都駅 - 倉吉駅間下り1本・上り2本、京都駅 - 鳥取駅間（毎日運転の臨時列車）1往復。
- 1997年（平成9年）
  - 3月8日：ダイヤ改正により、次のように変更[26]。
    - HOT7000系の増備により、「スーパーはくと」が3往復から5往復に変更。
    - 「はくと」は3往復（臨時列車含む）から1往復に変更し、運転区間が京都駅 - 米子駅間に変更（鳥取駅 → 米子駅間と米子駅 → 倉吉駅間は毎日運転の臨時列車）。

  - 8月16日：グリーン車が連結開始[27]。
  - 11月29日：HOT7000系の増備により「はくと」が廃止され「スーパーはくと」に統一[28]。京都駅 - 鳥取駅間下り1本、京都駅 - 倉吉駅間下り5本・上り6本。
- 2000年（平成12年）3月11日：「スーパーはくと」の京都駅 - 姫路駅間の最高速度が130 km/hに向上され、最大で3分の時間短縮となる[29]。
- 2003年（平成15年）10月1日：「スーパーはくと」が1往復増発[30]。京都駅 - 鳥取駅間下り2本・上り1本、京都駅 - 倉吉駅間下り5本・上り6本に増発。
- 2004年（平成16年）3月27日・28日：京都駅 - 米子駅間で急行「はくと」の復活運転が行われる（27日が下り、28日が上り）[31]。
- 2007年（平成19年）11月1日：車販準備室を喫煙ルームに改装するため、車内販売が廃止。
- 2008年（平成20年）
  - 3月15日：「スーパーはくと」1号をのぞき姫路駅で「のぞみ」と接続するダイヤとし、運行時間帯が大幅に変更。
  - 6月1日：喫煙ルーム設置に伴い、全座席禁煙になる[32]。
- 2009年（平成21年）
  - 6月1日：喫煙ルームが廃止され、全車両禁煙となる[33][34]。
  - 8月10日：台風9号接近に伴う豪雨で智頭急行智頭線の線路に土砂が流れ込み、終日運休になる。
  - 8月11日：久崎駅 - 大原駅間で代行バス輸送を介し、全列車運転再開（大原駅 - 鳥取駅・倉吉駅間の一部列車はJR西日本キハ187系気動車を使用）[35]。
  - 8月12日：不通区間が平福駅 - 大原駅間に短縮。ただし、佐用駅は通過[36]。
  - 8月14日：佐用駅への停車が再開される[37]。
  - 8月29日：平福駅 - 大原駅間で行っていた代行バス輸送が終了し、通常運転が再開[38]。
- 2012年（平成24年）
  - 8月3日：「国際まんが博」の開催に合わせ、イラスト列車の運行を開始[39]。
  - 8月26日：車内販売が5年ぶりに再開。上郡駅 - 鳥取駅間で2往復のみ実施された。
- 2013年（平成25年）
  - 1月15日：前年8月から行われた車内販売がこの日にて終了[40]。
- 2018年（平成30年）
  - 7月5日：平成30年7月豪雨により、全区間で運休となる[41]。
  - 7月14日：京都駅 - 智頭駅間において1日5往復での運転を再開。また、これらの列車に接続する、智頭駅 - 鳥取駅間の直通代行バス（1日5往復）の運行も開始[42]。
  - 7月18日：用瀬駅 - 智頭駅間の復旧完了により、全区間で運転再開[43][44][45]。
- 2019年（平成31年）3月16日：ダイヤ改正により13号が神戸駅・西明石駅・加古川駅に停車[10]。
- 2023年（令和5年）12月3日：漫画『名探偵コナン』のキャラクターの装飾を施した「スーパーはくと名探偵コナン号」の運行を開始[46][47][48][49][50]。
- 2024年（令和6年）3月16日：大阪駅 - 鳥取駅間で1往復増発し、臨時列車（下り13号・上り10号）を含め8往復となる[6][7][8]。京都駅発着は下り1・3号と上り14・16号の2往復に削減され、代わりに1号以外は姫路駅で新幹線「のぞみ」との接続を改善[9]、それ以外の列車は大阪駅発着に短縮される[6][7][8]。また同時に自由席を廃止し、全車指定席となる[51]。
- 2025年（令和7年）3月15日：毎日運転の臨時列車1往復（下り13号・上り10号）を定期列車とする[52]。